# Indvandring
Indvandring eller immigration angiver den proces, hvor mennesker fra ét land flytter til et andet land, permanent eller for en længere periode. Set fra den modsatte synsvinkel er der tale om udvandring eller emigration.
En person, der flytter til et andet land, betegnes indvandrer eller immigrant fra modtagerlandets synspunkt, mens han kaldes udvandrer eller emigrant set fra oprindelseslandets synspunkt.
Der kan være mange forskellige årsager til, at en person udvandrer fra sit hjemland til et andet land. Det kan skyldes konflikter, f.eks. borgerkrig eller politisk undertrykkelse i hjemlandet, eller mere attraktive forhold i destinationslandet. Mange vandringer skyldes ønsket om lønarbejde eller uddannelse i det nye land, andre ægteskab eller et ønske om familiesammenføring.

## Indvandringens omfang
Indvandring har været udbredt gennem historien, f.eks. i folkevandringstiden eller i 1800- og 1900-tallets udvandringsbølge fra Europa til USA og andre typiske indvandringslande, men med vekslende intensitet. Indenfor de seneste 25 år er der sket en fordobling i antallet af internationale migranter. På verdensplan anslås det, at der er ca. 215 mio. indvandrere, altså personer, der er født i et andet land end der, hvor de bor. 60 mio. af disse befinder sig i Europa. I Danmark boede der 1. januar 2017 571.000 indvandrere.
I 2014 var andelen af indvandrere i Holland 12 %, Tyskland og USA 13 %, Norge 14 %, Sverige 17 %, Canada 20 % og Australien 28 %. Til sammenligning var tallet i Danmark ca. 10 %.

## Konsekvenser af indvandring
Indvandring kan have en række forskellige konsekvenser for indvandringslandet. Indvandringen kan således påvirke den økonomiske, kulturelle og sociale udvikling i landet.

### Samfundsøkonomiske konsekvenser
Indvandring vil typisk påvirke den økonomiske vækst og produktiviteten i et land, løndannelsen og beskæftigelsen på arbejdsmarkedet samt de offentlige finanser i indvandringslandet. Forskellige internationale studier viser, at indvandring af arbejdskraft typisk øger produktiviteten og dermed BNP per indbygger på lang sigt. Det er dog ikke nødvendigvis alle grupper i indvandringslandet, der oplever en økonomisk gevinst af indvandring. Indvandring kan på kort sigt ofte medføre et lønpres på arbejdsmarkedet. De fleste empiriske økonomiske studier af virkningen på løndannelsen finder, at de indfødtes gennemsnitsløn og samlede beskæftigelse på længere sigt enten ikke påvirkes eller kun påvirkes i begrænset omfang af indvandring. Lønnen for beskæftigede med lave lønninger påvirkes imidlertid ofte negativt, mens beskæftigede med højere lønninger i større udstrækning opnår en stigning i lønnen.
Indvandring kan påvirke de offentlige finanser i indvandringslandet ad en række forskellige kanaler. Det drejer sig om indvandrernes skattebetalinger og modtagelse af offentlige serviceydelser og indkomstoverførsler. I såvel Danmark som andre lande er udarbejdet en række analyser af, hvor meget indvandring påvirker de offentlige finanser. I Danmark er undersøgelser, bl.a. foretaget ved hjælp af den makroøkonomiske model DREAM, kommet frem til, at indvandring fra vestlige lande påvirker de offentlige finanser positivt. Denne indvandringsgruppe har i gennemsnit en højere beskæftigelsesfrekvens end indfødte danskere, og den trækker mindre på de offentlige udgifter. Til gengæld yder ikke-vestlige indvandrere i gennemsnit et negativt bidrag til den finanspolitiske holdbarhed. Den vigtigste forklaring er, at ikke-vestlige indvandreres beskæftigelsesfrekvens er lav. Desuden bliver de i højere grad i Danmark som gamle og trækker dermed mere på de offentlige udgifter i denne periode end indvandrere fra vestlige lande, der i vidt omfang forlader Danmark igen, når de bliver ældre.

## Indvandring til Danmark
Der har igennem Danmarkshistorien været en række forskellige former for indvandring til Danmark. Såvel antallet af indvandrere som oprindelseslandet og årsagerne til indvandringen har skiftet meget i tidens løb. Man regner med, at der i forhistorisk tid har været i hvert fald tre større indvandringsbølger til Danmark: Først de jægere og samlere, som slog sig ned her i landet, efter at isen var smeltet bort for ca. 10.000 år siden (dvs. ca. 8.000 f.Kr.). Derefter det folk, som bragte agerbrug til landet for ca. 6.000 år siden (ca. 4.000 f.Kr.), og endelig et hyrdefolk med oprindelse i Østeuropa (Jamna-kulturen), der bragte kendskabet til bronze til landet for ca. 5.000 år siden (ca. 3.000 f.Kr.). De var højere og havde lys hud og medbragte med stor sandsynlighed det indoeuropæiske sprog, som det danske sprog stammer fra. Fra omkring begyndelsen af historisk tid op til omkring 1960'erne har der i tidens løb været en række indvandrergrupper - allermest fra Tyskland, men også på forskellige tidspunkter fra en række andre europæiske lande. Nogle specifikke grupper har i kraft af deres kulturelle særpræg og særlige historiske omstændigheder ved indvandringen i særlig grad præget den kollektive hukommelse af indvandringen til Danmark. Det gælder eksempelvis de danske jøder, hollænderne på Amager, de franske huguenotter, kartoffeltyskerne og senere de polske landarbejdere i Danmark (roepolakkerne på Lolland-Falster).
Siden 1960'erne, hvor de såkaldte fremmedarbejdere - senere kaldt gæstearbejdere - begyndte at komme til landet, er indvandrergrupperne også i vidt omfang kommet fra lande udenfor Europa. I takt med at grupperne af indvandrere fra disse lande og deres efterkommere efterhånden er kommet til at udgøre en større del af befolkningen, er spørgsmålet om fortsat indvandring og integrationen af de indvandrergupper, der allerede bor i landet, blevet et vigtigt emne i den politiske debat i Danmark.

### Hollændere
1518 kom de første hollændere til Danmark, og tre år senere fik i alt 184 hollændere privilegier på Amager. Denne efter vore begreber noget begrænsede indvandring skabte straks røre, og i 1522 forfattede rigsrådet et klageskrift til kongen, hvori han med tilladelse til indvandringen påståedes at "ville have fordærvet købstadsmænd og besat købstæderne med hollændere og andet skarnsfolk". Kongen turde ikke andet end at tage klagerne til efterretning, og fordrev i 1523 atter halvdelen og bestemte, at de danske bønder skulle vende tilbage til deres gårde på Amager. Nogle blev dog på øen. Især i Store Magleby, enkelte i Dragør, andre slog sig ned på Sprogø eller på Bøtø ved Falster.

### Jøder
I 1622 gav Christian den fjerde tilladelse til, at de første jøder kunne bosætte sig i Glückstadt. Det regnes for begyndelsen til den jødiske bosættelse i Danmark, omend antallet af jøder i mange år forblev minimalt. I det nuværende Danmark blev den ret nyanlagte fæstningsby Fredericia det første sted, jøder (sammen med andre ikke-lutheranske grupper som katolikker) fik lov at slå sig ned, hvilket skete i 1682. I 1722 kunne den første jøde Simon Lazarus, efter erhvervelse af lejebrev, åbne sin forretning i København. Omtrent samtidig kom dekretet om, "at ingen jøde måtte bosætte sig i Danmark, medmindre han enten ejer 1.000 rigsdaler og bygger et hus – eller indretter et manufaktur" (en forretning eller fabrik).
I de første mange år var jøderne udenfor Fredericia underlagt en række restriktioner og forbud, men under indflydelse af oplysningstiden blev disse gradvis fjernet. I 1788 fik jøderne adgang til håndværkerlavene, i 1802 fik de ret til at købe jord, i 1809 fik de frit ophold overalt i riget uden særlig tilladelse, og i 1814 fik de almindelig ligeret med landets øvrige befolkning.
Det jødiske samfund i Danmark voksede efterhånden som følge af indvandring, til dels som følge af ændringer i jødernes vilkår i udlandet. Pogromer i Polen og i Rusland først i 1900-tallet førte således en del jøder til Danmark. I perioden fra 1880 og frem til 1. verdenskrig rejste over 10.000 russiske jøder gennem København og omkring 3.000 slog sig ned.
Nazisternes magtovertagelse i Tyskland i 1933 medførte igen, at nye grupper af jødiske flygtninge kom til Danmark i de følgende år op til 2. verdenskrig. Ved starten af 2. verdenskrig boede her i Danmark knap 7.000 jøder. Af disse var cirka 1.000 tyske flygtninge. Da tyskerne i oktober 1943 forsøgte at arrestere og deportere dem, lykkedes det langt de fleste at flygte over Øresund til Sverige.
I dag opgøres antallet af jøder i Danmark til ca. 5.000.

### Franske huguenotter
I 1685 ophævede kong Ludvig 14. af Frankrig Nantes-ediktet, der havde sikret religionsfrihed i Frankrig. Det fik mange franske reformerte, kendt som huguenotter, til at forlade landet. De havde ry for at være flittige og dygtige, og flere protestantiske fyrster inviterede dem derfor til at slå sig ned i deres lande. Det gjaldt også Danmark, hvor Frederik 4. bevirkede, at henved hundrede familier flyttede fra Brandenburg, hvor de midlertidigt havde opholdt sig, til asylbyen Fredericia. Her dannede de den reformerte menighed i byen.

### Polakker
I perioden 1893-1929 blev en række (mest kvindelige) polakker importeret til Danmark for at arbejde som arbejdskraft på landet, kom primært (ligesom i dag) til Danmark som arbejdskraft. Det gjaldt ikke mindst i roemarkerne på Lolland-Falster, men også som høstkarle og piger andre steder i landet. Antallet var højest i 1914, hvor der var 14.000 polske landarbejdere i Danmark. Med 1. verdenskrig faldt tallet kraftigt. De fleste polakker rejste tilbage til Polen igen, men det skønnes, at ca. 3.-4.000 blev permanent i Danmark.

### 1960'erne og eftertiden
I og efter 1960'erne skete en stigende indvandring til Danmark. Den første bølge i 1960'erne og 1970'erne bestod af gæstearbejdere, der var motiveret af at finde beskæftigelse. De kom ikke mindst fra lande som Jugoslavien, Marokko, Pakistan og Tyrkiet. På den tid var der gode muligheder for at få arbejde som følge af en højkonjunktur, så der kom mange, især mænd, til landet for at tjene penge til at sende til familierne i hjemlandene. Da konjunkturerne vendte med oliekrisen i 1970'erne og en stigende arbejdsløshed, blev indvandringen af gæstearbejdere et omstridt emne, og i 1973 indførte Danmark et stop for indvandring af flere gæstearbejdere. Der var på det tidspunkt ca. 12.000 af dem i landet.
Denne beslutning bremsede indvandringen af arbejdskraft, men i de følgende årtier fandt en stigende indvandring af flygtninge og familiesammenførte sted. Især efter vedtagelsen af en liberal udlændingelov i 1983 begyndte tallet af asylansøgere at stige, og spørgsmål om flygtninge, asylansøgere, familiesammenføringer og integration blev i stigende grad et stridspunkt i den offentlige debat. Nogle frygtede, at indvandringen efterhånden kunne medføre, at personer af dansk oprindelse blev et mindretal i Danmark. Diskussionen har efterhånden ført til en række justeringer og stramninger i lovgivningen på området. Spørgsmål om indvandring og integration har beholdt en fremtrædende plads på den politiske dagsorden i Danmark indtil i dag, ofte stimuleret af nye grupper af flygtninge og andre indvandrere. I det 21. århundrede er der således bl.a. kommet flygtninge fra Afghanistan og borgerkrigen i Syrien. Samtidig har østudvidelsen af EU medført en større indvandring fra østeuropæiske lande, oftest af arbejdsmæssige grunde.

### I dag og fremover
Pr. 1. januar 2017 var der i alt 742.000 indvandrere (9,9 %) og deres efterkommere (3 %) i Danmark, svarende til 12,9 % af den samlede danske befolkning).[N1] To tredjedele af den samlede gruppe stammede fra ikke-vestlige lande.[N2] Fordelt på oprindelseslande var de fire største indvandrergrupper tyrker, polakker, syrere og tyskere. Siden 1980 er antallet af ikke-vestlige indvandrere bosiddende i Danmark mere end seksdoblet.
I 2060 vil andelen af indvandrere i Danmark ifølge Danmarks Statistiks befolkningsfremskrivning være steget til 13 % af befolkningen; heraf vil indvandrere fra ikke-vestlige lande udgøre 58 %. Efterkommerne vil udgøre 7,4 % af befolkningen og personer med dansk oprindelse 79,6 %.

## Indvandring til andre lande
De fleste andre lande har oplevet ind- eller udvandring i større eller mindre omfang.

### USA
Den allerførste indvandring til Nordamerika fandt sted, da kontinentet blev beboet, formodentlig af asiater, ca. 15.000-10.000 f.kr. Siden Christoffer Columbus gjorde de amerikanske kontinenter kendte i Den Gamle Verden, har mange mennesker søgt lykken dér. Englændere, franskmænd, spaniere, portugisere og hollændere har alle på forskellige tidspunkter dannet kolonier i det land, som i dag er USA.
USA´s indvandringshistorie i de seneste 3-400 år kan opdeles i fire epoker: Kolonitiden, midten af det 19. århundrede, begyndelsen af det 20. århundrede og tiden efter 1965. Hver periode bragte særlige grupper af nationale grupper til USA. I kolonitiden kom især personer fra Storbritannien. I 1800-tallet så man især indvandring fra andre nordeuropæiske lande; i det tidlige 1900-tal især fra Syd- og Østeuropa, og efter 1965 især fra Latinamerika og Asien.
I 1600-tallet udvandrede ca. 400.000 englændere til de engelske kolonier i Amerika. Den højeste indvandring fandt sted i årene 1630-60. Historikere anslår, at mindre end 1 million indvandrere i alt kom til USA fra Europa mellem 1600 og 1799.
I USA's første tid som selvstændig nation udgjorde indvandringen mindre end 8.000 personer om året, men fra 1820 steg tallet gradvis. Primært kom indvandrerne fra Europa, men en tid kom der også mange asiater, især fra Kina. Efter en indvandringsbølge fra Kina i kølvandet på guldfeberen i Californien indførte landet en mere restriktiv lovgivning for at begrænse indvandring herfra. Det førte bl.a. til vedtagelsen af USA's første indvandringslov ("Page Act of 1875", opkaldt efter politikeren Horace Francis Page). I 1882 blev indvandring fra Kina helt forbudt ("Chinese Exclusion Act"). Denne lov blev først ophævet i 1943.
Fra 1836 til 1914 indvandrede over 30 millioner europæere til landet. Indvandringen fra Europa toppede i 1907, hvor 1.285.349 personer rejste ind i landet. Fra omkring 1. verdenskrig skærpede USA sin indvandringspolitik ved en række love, der begrænsede indvandringen, bl.a. ved indførelse af kvoter for indvandring fra bestemte lande.
I 1965 blev systemet af nationale kvoter for indvandringen afskaffet ved Hart-Cellar-loven. Det førte til en fornyet indvandring fra ikke-europæiske nationer. I 1970 var 60 % af indvandrerne fra Europa, mens tallet i 2000 var faldet til 15 %.

## Fodnoter
1.↑ Danmarks Statistik inddeler befolkningen i i alt tre herkomstgrupper efter følgende principper:
Indvandrere er født i udlandet. Ingen af forældrene er både danske statsborgere og født i Danmark. Hvis der ikke findes oplysninger om nogen af forældrene, og personen er født i udlandet, opfattes personen også som indvandrer.
Efterkommere er født i Danmark. Ingen af forældrene er både danske statsborgere og født i Danmark. Hvis der ikke findes oplysninger om nogen af forældrene, og personen er udenlandsk statsborger, opfattes personen også som efterkommer. Når en eller begge forældre, der er født i Danmark, opnår dansk statsborgerskab, vil deres børn ikke blive klassificeret som efterkommere. Fastholder danskfødte forældre imidlertid begge et udenlandsk statsborgerskab, vil deres børn blive klassificeret som efterkommere.
Personer med dansk oprindelse er personer - uanset fødested - der har mindst én forælder, der både er dansk statsborger og født i Danmark.
Personer i gruppen af "efterkommere" omfatter altså ikke alle efterkommere af indvandrere til Danmark. Man kan sige, at den gruppe, der ofte betegnes "2.-generationsindvandrere" (hvormed menes børn af indvandrere), vil tilhøre gruppen af efterkommere i Danmarks Statistiks forstand. "3.-generationsindvandrere" (dvs. børn af 2.-generationsindvandrere) vil imidlertid tilhøre gruppen af personer med dansk oprindelse, hvis blot én af forældrene har fået dansk statsborgerskab, inden barnet fødes. 3.-generationsindvandrere kan altså både optræde i gruppen af efterkommere og gruppen af personer med dansk oprindelse. Det samme kan i princippet være tilfældet for 4.-generationsindvandrere og alle senere generationer, men det er overordentlig sjældent, at en familie lever i adskillige generationer i Danmark uden at opnå dansk statsborgerskab.
2.↑ Vestlige lande omfatter alle 28 EU-lande, visse øvrige lande i Europa (Andorra, Liechtenstein, Monaco, San Marino, Schweiz og Vatikanstaten) samt den første verdens lande Canada, USA, Australien og New Zealand. Ikke-vestlige lande omfatter alle øvrige lande i verden.